# 三江闸
三江闸位于中国浙江省绍兴市越城区斗门镇三江村（原三江所城）西北约300米处（绍兴城北约16公里），东南-西北向跨钱清江，西侧与汤公大桥（建于1987年）相接，因地处钱塘江、曹娥江与钱清江三江汇合处而得名，为中国现存规模最大的砌石结构多孔水闸。该闸为明嘉靖十六年（1537）由绍兴知府汤绍恩主持修建，后不断重修，原与萧绍海塘相连，作为萧绍平原水网的控制枢纽，可外扼潮汐、内主泄蓄，解除山阴、会稽、萧山三县的旱涝潮灾，同时可保障萧绍运河稳定的水位、水量和良好的航运条件。
三江闸利用彩凤山与龙背山之间的山峡形势而建，据民国期间实测数据，闸原长103.15米、闸面宽9.15米，闸面高程6.63米、闸底岩基高程1.10-2.92米，28孔净孔宽62.74米，最大泄流量384立方米/秒，正常泄流量280立方米/秒，泄水流域面积达1520平方公里。闸体以巨石砌成，石间以榫卯连接，加立27个梭墩，共28孔，每隔五孔设一大墩，各墩长、宽不等，侧面凿有三条闸槽以置闸板（闸板厚0.12米），各孔均以天上星宿命名，故又名应宿闸或三江应宿闸。墩与墩之间架石梁，其上阴刻有各孔应宿名称，现已斑剥。原闸内筑有经溇、撞塘、平水三座备闸，闸外加筑大堤，以防主闸溃决，闸旁设水则碑以定量调度水量。
1972年因闸下淤沙严重，改中部“室、壁、奎、娄、冒、昂”五墩六孔为三墩二孔，以利排洪与通航。今东南段老闸计十一墩十二孔，西北段老闸计十墩十一孔，中间改建处新闸计三墩二孔，为混凝土制船形墩，高出旧墩1.16米，孔宽7.50米，闸宽16.47米。1981年在其下游、北侧2.5公里处建成新三江闸，原闸门遂废，今闸面已改为公路桥面，2008年又在新三江闸下游曹娥江口建成曹娥江口门大闸。闸旁存清代重修碑四通。